# Xanthichthys
Xanthichthys è un genere di pesci d'acqua salata appartenentei alla famiglia Balistidae.

## Distribuzione e habitat
Queste specie sono diffuse nell'Indo-Pacifico (soltanto una specie, Xanthichthys ringens, è diffusa nell'Oceano Atlantico). Abitano acque mediamente profonde, intorno a scogliere e reef corallino.

## Descrizione

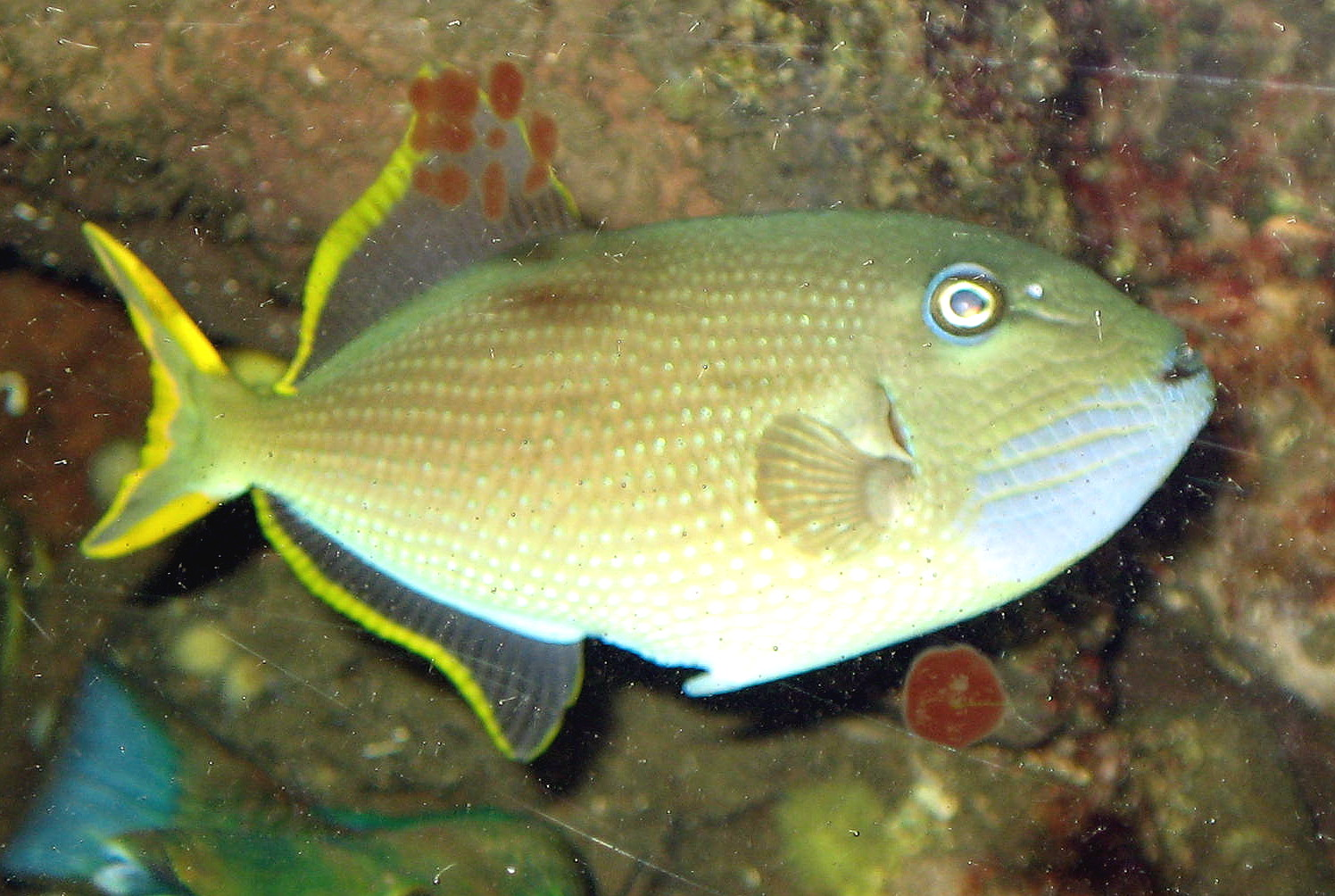
Xanthichthys auromarginatus

La forma del corpo è quella tipica dei pesci balestra, con corpo a profilo ovaloide, testa grossa, occhi grandi, piccolo peduncolo caudale. La bocca è munita di un becco coriaceo. Le pinne dorsale e anale sono opposte e simmetriche, le ventrali quasi atrofizzate, la pinna caudale è a delta. Sul dorso è presente la tipica pinna a grilletto che dà il nome comune alle specie della famiglia.

La livrea è differente per ciascuna specie.

Tutte le specie raggiungono la lunghezza massima di 25–30 cm.

## Pesca
Tutte le specie sono pescate nei luoghi d'origine per l'alimentazione umana.

## Acquariofilia
Tutte le specie possono essere ospitate in acquari pubblici: alcune sono commercializzate anche per l'acquariofilia privata.

## Specie
Il genere comprende 7 specie:
- Xanthichthys auromarginatus
- Xanthichthys caeruleolineatus
- Xanthichthys greenei
- Xanthichthys lima
- Xanthichthys lineopunctatus
- Xanthichthys mento
- Xanthichthys ringens